# Ramūnas Navardauskas
Ramūnas Navardauskas (* 30. ledna 1988 Šilalė) je litevský reprezentant v silniční cyklistice. Žije ve španělském městě Oliva. V roce 2015 získal cenu pro litevského sportovce roku.
Je mistrem Litvy v závodě s hromadným startem z let 2007, 2011 a 2016 a v časovce z let 2012, 2014 a 2015. Od roku 2011 závodí profesionálně. Jeho největším úspěchem je bronzová medaile ze závodu kategorie elite na mistrovství světa v silniční cyklistice 2015 v USA. Na Giro d'Italia 2012 jel po vítězství v časovce družstev dvě etapy v růžovém trikotu vedoucího jezdce, na Giro d'Italia 2013 získal individuální etapové vítězství. Vyhrál také jednu etapu na Tour de France 2014. Je vítězem Circuit de la Sarthe z let 2014 a 2015 a Kolem Černého moře 2018.
V roce 2017 podstoupil operaci kvůli srdeční arytmii.

## Umístění na Grand Tours

### Giro d'Italia
- 2012: 137. místo
- 2013: 86. místo
- 2016: 122. místo

### Tour de France
- 2011: 155. místo
- 2013: 120. místo
- 2014: 141. místo
- 2015: 143. místo
- 2016: 134. místo